# 约翰·霍瓦特
约翰·霍瓦特（德語：Johann Horvath，1903年5月20日—1968年7月30日），奥地利前男子足球运动员，场上位置是前锋。他曾代表奥地利国家队参加1934年国际足联世界杯，结果队伍获得第四名。